# مايبو (مندوزا)
مايبو (بالإسبانية: Maipú, Mendoza)‏ هي منطقة سكنية تقع في الأرجنتين في Maipú Department.[بحاجة لمصدر] يقدر عدد سكانها بـ 89,433 نسمة وترتفع عن سطح البحر 759 متر.

## أعلام
- إنزو بيريز
- دورا برنس